# Stridsvagn m/21-29
Stridsvagn m/21-29 (Strv m/21-29) är en svensk stridsvagn, ombyggd från Stridsvagn fm/21. Fem vagnar, två stycken av AB Landsverk och tre stycken av NOHAB, moderniserades i början av 1930-talet. De betecknades stridsvagn m/21-29 och tjänstgjorde fram till krigsutbrottet 1939.